# アブラハム・オルテリウス

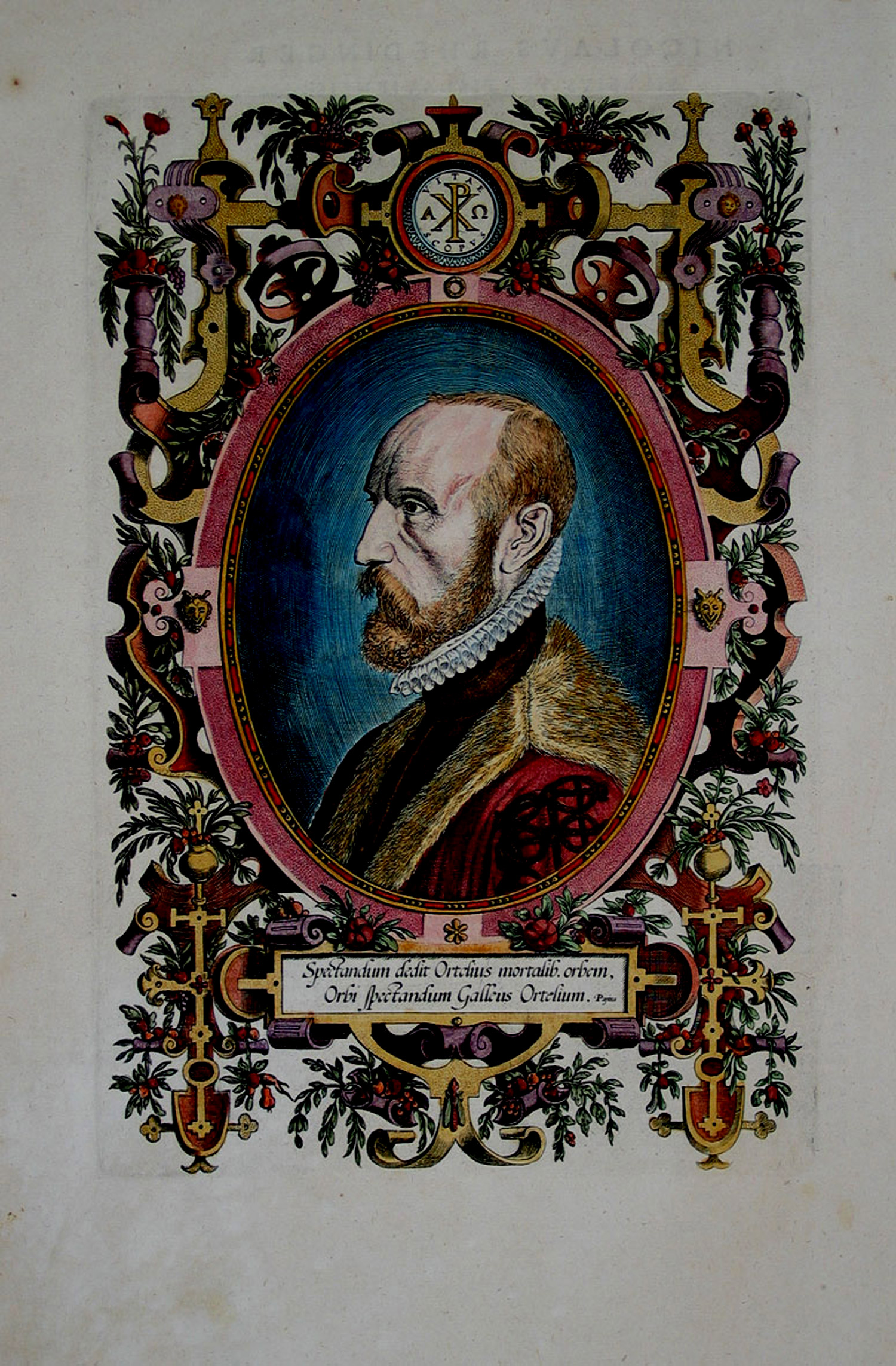
オルテリウス（50歳ごろの肖像画）

アブラハム・オルテリウス（Abraham Ortelius、1527年4月14日 - 1598年7月4日）は、フランドル人の地図製作者・地理学者。近代的地図製作の創始者として知られている。

## 解説
オルテリウスは、現ベルギーのアントウェルペンに生まれた。アウクスブルクの有力者であるオルテリウスファミリーの一員で、ヨーロッパの広範囲を旅行した。
特に、17カ国をくまなく旅行したことで知られ、南及び西ドイツ（1560年、1575年？、1576年）、フランス（1559年-1560年）、イングランド及びアイルランド（1576年）、イタリア（1578年、1550年から1558年の間に恐らく2度か3度）を訪れている。
1547年に地図の刷り師として、アントウェルペンの"afsetter van Karten"のSt Lukeのギルド（聖ルカ組合）に入った。彼の初期の経歴はビジネスマンであり、1560年以前の多くの旅行は商業目的のものであった。例えばフランクフルトへの本と印刷の見本市への毎年の訪問である。

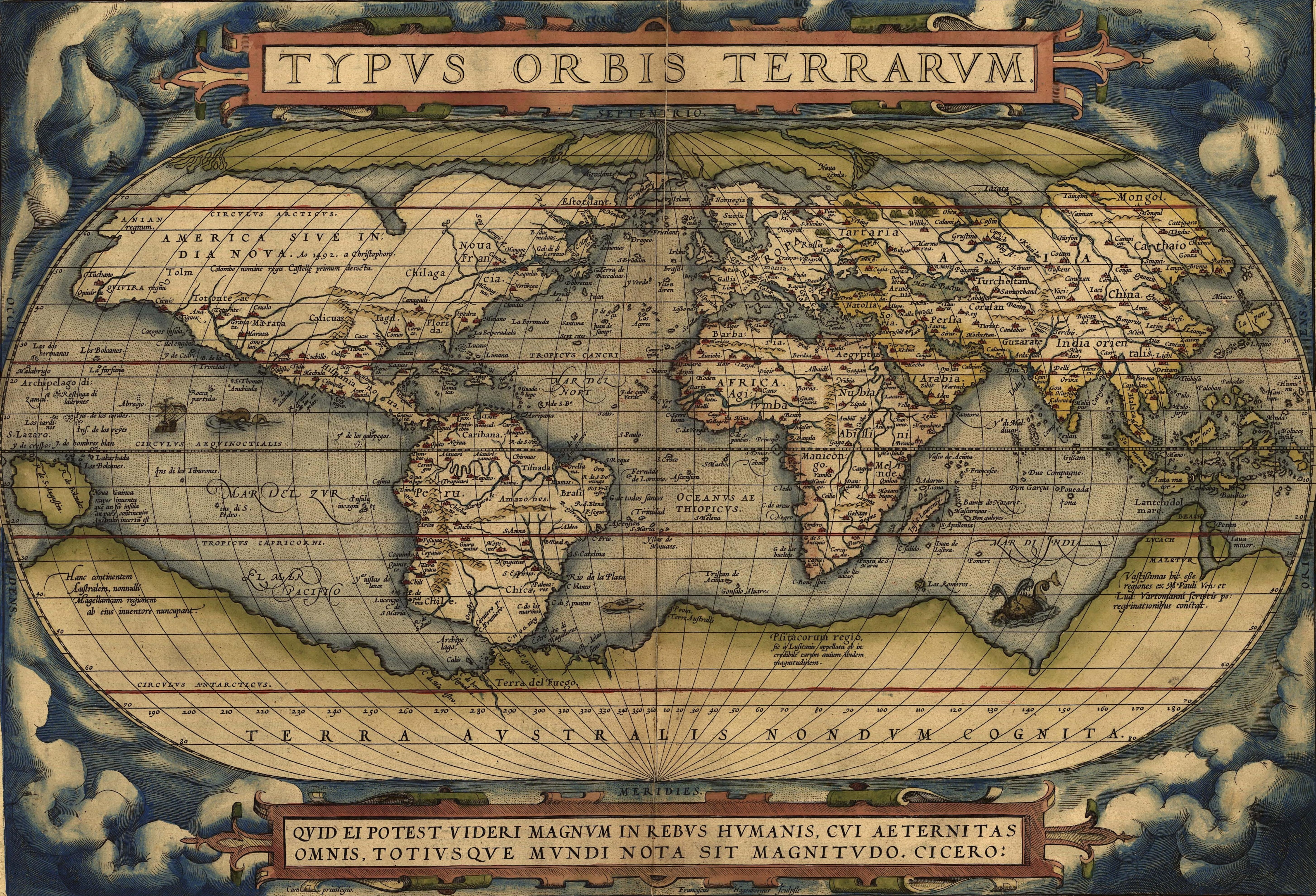
オルテリウスの世界地図。1570年

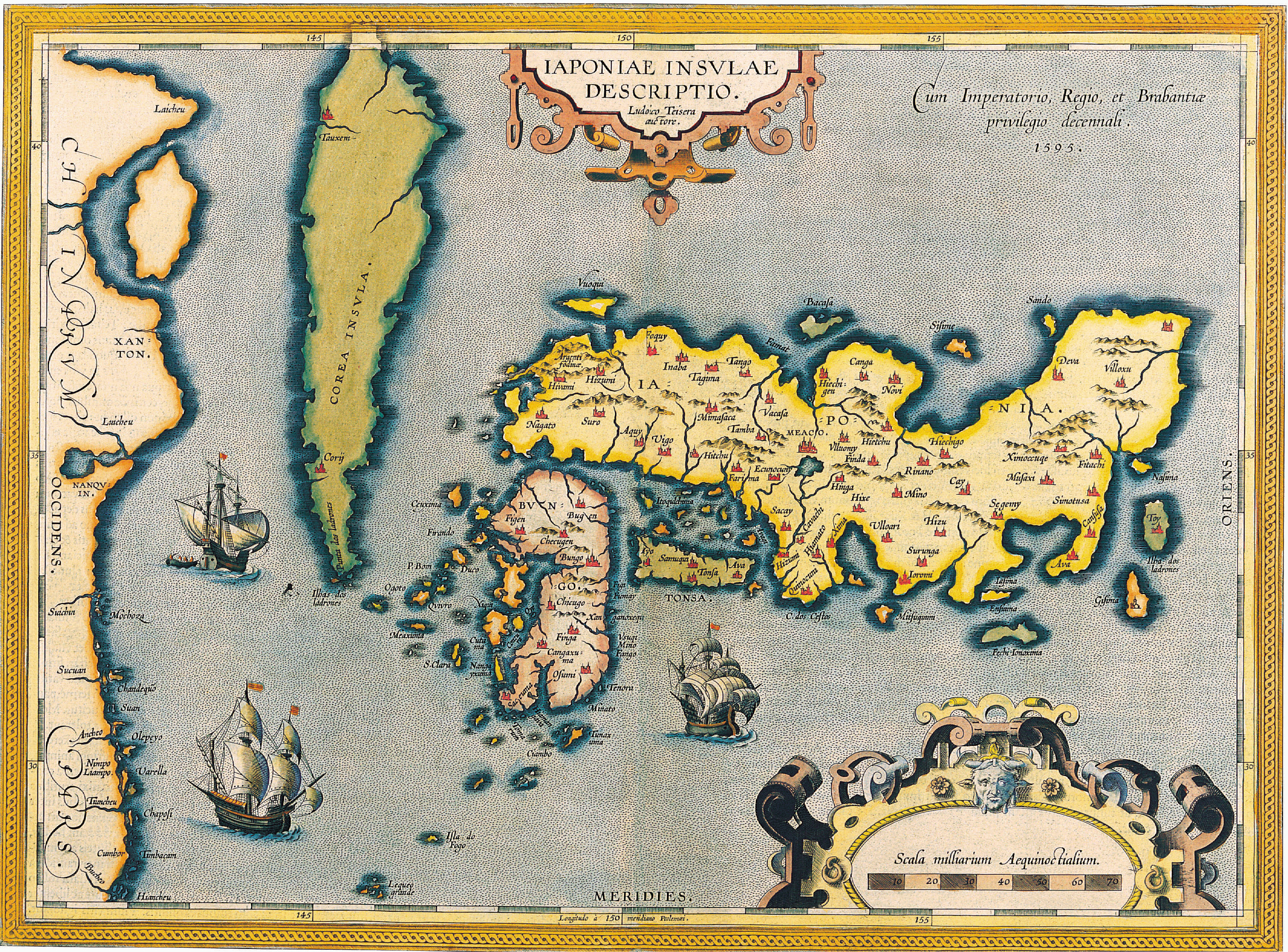
オルテリウスが描いた日本地図

しかしながら、1560年に後にメルカトル図法で有名となるゲラルドゥス・メルカトルとのトリーア（Trier）、ロレーヌ、ポワチエ（Poitiers）への旅行の際には、メルカトルの影響によって、科学的な地理学者としての経歴が始まった。オルテリウスは友人の助言によって、後に有名になった地図（『Theatrum Orbis Terrarum』（世界の舞台））の編集に専念した。 
1564年には、mappemondeという8枚組の世界地図を完成した。これは後にTheatrum Orbis Terrarumの中に縮小された形で表れている。この大きな地図の唯一現存するコピーは、バーゼル大学の図書館にある。
1565年には、エジプトの2枚の地図を出版した。さらに1568年にオランダの海岸のBrittenburg城の計画図、1567年にアジアの8枚組の地図、6枚組のスペインの地図を出版した。
1570年5月20日に、世界初の近代的地図である『Theatrum Orbis Terrarum』がアントウェルペンのGilles Coppens de Diestによって出版された。53枚組で地図70図であった。6年後に『地理学の宝庫』を出版、消えた超大陸の物語をしている。
この地図はオランダ語、フランス語、ドイツ語の3つの版が1572年までに出版された（オルテリウスが亡くなる1598年までに25種類の版が出版されている）。また、いくつかの版はさらに1612年まで続けて出版されていた。
1595年の版には日本地図が追加され、この地図がヨーロッパにおける最初の日本地図であるとされている。
ほとんどの地図は明らかに再編集されている。（最初の版の87人の著者のリストは1601年のラテン語の版では183人に増加していた。）また、描写又は命名法の多くに不一致が生じている。単純な誤りはもちろん一般的な概念から詳細な部分に至るまで多くの部分である。例えば、最初の版では南アメリカは外形が非常に不完全で1587年のフランス語の版で修正されている。また、スコットランドの図ではグランピアンズ（Grampians）はフォースとクライドの間に位置している。また、あまたのその後「架空の島と判明する島々」が記載されている。ブラジル島、セント・ブレンダン島、七都市島、グリーン・アイランド、悪魔の島（フランス領ギアナのデビルズ島とは別）、ブレンダーレン、ドロギオ、エンペラダーダ、エストチランド、グロックランド、フリスランドなど。
しかし、全体としては、このテキストを備えた地図は、類い希なる博物学及び産業の不朽の業績である。
これらの地図の土台と試作品は、オルテリウスのエージェントとパトロンであるGilles Hooftman、lord of Cleydael、Aertselaerの富と企業活動によって集められた38枚のヨーロッパ、アジア、アフリカ、タタール、エジプトの地図であった。これらの地図はほとんどはローマで印刷されたもので、8枚か9枚のみベルギーで印刷されたものである。
1573年には、Additamentum Theatri Orbis Terrarumというタイトルで17枚の補足の地図を出版した。さらに4つのAdditamentumが続いて出版され最後のものは1597年に出版された。
オルテリウスはコイン、メダル、アンティークに興味を持っており、素晴らしいコレクションを築いた。これらは1573年に書籍『Deorum dearumque capita ...ex Museo Ortelii』として出版された。
1575年には、Arias Montanusの推薦によりスペイン王（フェリペ2世）お抱えの地理学者となった。
オリテリウスの功績が認められたのは、1994年にイギリスの科学誌『ネイチャー』に、アメリカの科学史家ジェームズ・ロムの論文が掲載されてからである。